# Sander vitreus
Picão-verde (Sander vitreus, antigamente classificado como Stizostedion vitreum) é um peixe da ordem dos Perciformes, nativo da maior parte do Canadá e do norte dos Estados Unidos. Em língua inglesa é denominado walleye. Ele é um parente norte-americano próximo do zander-europeu (Sander lucioperca). O picão-verde é algumas vezes denominado picão-verde amarelo para distingui-lo do picão-verde azul, uma subespécie extinta que no passado habitava a região sul dos Grandes Lagos da América do Norte.
Em certas locais em que é encontrado, o picão-verde é conhecido como colored pike, yellow pike ou pickerel (especialmente no Canadá anglófono), embora ele não tenha nenhum parentesco com os verdadeiros pikes e pickerels (peixes da família Esocidae, gênero Esox, que em português têm a denominação Lúcio).
Geneticamente, os picões-verdes apresentam uma significativa variação de acordo com a bacia hidrográfica que habitam. Em geral, peixes de uma determinada bacia são bastante similares entre si e geneticamente distintos daqueles de bacias próximas. A espécie foi artificialmente propagada por mais de um século, tendo sido inserida em locais onde já havia populações de picão-verde ou em áreas em que este peixe não existia, o que algumas vezes implicou uma redução da distinção genética geral das populações.